# Der Schimmelreiter (film 1934)
Der Schimmelreiter è un film del 1934 diretto da Hans Deppe e da Curt Oertel.

## Produzione
Il film fu prodotto dalla Rudolf Fritsch-Tonfilm Produktion GmbH (Berlin). GmbH. Venne girato nello Schleswig-Holstein, a Husum e a Nordfriesland.

### Cast
- Wilhelm Diegelmann (1861-1934): fu l'ultima interpretazione dell'attore che morì il 1º marzo, neanche due mesi dopo l'uscita del film nelle sale.

## Distribuzione
Distribuito dalla Europa-Filmverleih AG, uscì nelle sale cinematografiche tedesche nel 1934, dopo essere stato proiettato in prima ad Amburgo il 12 gennaio. La General Foreign Sales Corp. lo distribuì negli Stati Uniti il 24 febbraio 1935. Nel 1996, il film è uscito riversato in DVD distribuito dall'UFA Video.